# Gaspard de Brunet
Gaspard Jean-Baptiste de Brunet (Valensole, 14 giugno 1734 – Parigi, 15 novembre 1793) fu un nobile francese che divenne generale durante la rivoluzione e morì ghigliottinato.
Era figlio di Jean Baptiste de Brunet, scudiero e capitano dei dragoni, governatore della città di Manosque e Cavaliere dell'Ordine di San Luigi, e di Anne Rose de Salve.

## Biografia

### Ancien Régime
Esordì come militare in artiglieria nel 1775, divenendo tenente della Guardia di Lorena il 9 novembre di quell'anno. Prestò servizio in Germania dal 1757 al 1758. Il 31 marzo 1759 divenne capitano del reggimento di fanteria di Lorena ed il 13 maggio, aiutante maggiore. Tornò a prestare servizio in Germania dal 1761 al 1762. Il 2 marzo 1773 ricevette il cavalierato dell'Ordine di San Luigi. La sua carriera proseguì prestando servizio in diversi corpi: il 4 luglio 1777 divenne comandante di una compagnia di granatieri, il 1º ottobre successivo passò al comando di una compagnia di fucilieri, il 28 marzo 1778 fu promosso maggiore presso il reggimento provinciale di Auxonne e l'8 aprile 1779 divenne tenente colonnello.

### Le guerre della rivoluzione francese
Amministratore delle Alpi dell'Alta Provenza e comandante in capo della guardia nazionale del dipartimento dal 1790 al 1791, venne nominato maresciallo di campo il 1º marzo 1791, dopo di che si ritirò. Venne richiamato in servizio su richiesta del generale Montesquiou e posto agli ordini del generale d'Anselme il 18 settembre 1792, egli combatté la campagna di Savoia comandando l'ala destra dell'Armata d'Italia. Dopo la messa sotto accusa di Anselme da parte delle autorità rivoluzionarie (Anselme fu ritenuto responsabile dell'indisciplina che regnava nell'armata d'Italia ed in particolare dei saccheggi e soperchierie commesse dalle truppe nei confronti della popolazione della contea di Nizza), il comando dell'armata fu provvisoriamente affidato il 25 dicembre 1792 al de Brunet, che lo mantenne fino al 9 febbraio 1793.
Il 14 aprile attaccò le trincee fortificate di Sospello, ricevendo i complimenti del Ministro della Guerra,  generale Beurnonville per come aveva condotto l'attacco. Si distinse altrettanto bene nell'attacco dei giorni 1º e 2 marzo 1793 alla posizione, considerata inespugnabile, del Belvedere, che conquistò cacciandone 5.000 piemontesi, benché sostenuti dall'artiglieria, e prendendone 200 come prigionieri insieme a due pezzi di artiglieria. Per questi fatti l'8 agosto di quell'anno venne promosso generale di divisione, impiegato nell'Armata d'Italia, della quale assunse il comando provvisorio, in sostituzione del generale Biron, dal 5 maggio all'8 agosto. Il 26 maggio la Convenzione gli confermò il comando, sotto la supervisione del comandante in capo dell'Armata delle Alpi François Christophe Kellermann.

### L'arresto e l'esecuzione
L'8 giugno egli attaccò gli avamposti nemici di Les Fourches del Massiccio dell'Authion e quindi il bassopiano di Camp d'Argent, sul quale però dovette ripiegare. Rinnovato l'attacco, insieme a quello a Saorgio il 12 giugno, dovette ritirarsi con perdite. I giacobini di Parigi gridarono per questo insuccesso al tradimento, sostenendo inoltre che Brunet non era estraneo alla resa di Tolone. Essi basavano le loro affermazioni su una presunta attività spionistica effettuata dal vecchio procuratore e sindaco di Var e sul rifiuto da parte di Brunet di assecondare i rappresentanti del popolo inviati in quel dipartimento. Rimpiazzato dal generale Carteaux, il 6 agosto fu arrestato dai rappresentanti del popolo Barras e Fréron ed inviato a Parigi ove venne rinchiuso nella prigione dell'Abbazia.
Il 10 settembre 1793 fu privato del comando, l'8 novembre fu trasferito alla Conciergerie ed il 14 dello stesso mese condannato a morte con le seguenti accuse:
1. Rifiutò di eseguire gli ordini impartigli dai rappresentanti del popolo Barras e Fréron di distaccare una parte delle sue forze verso Tolone nel momento in cui i tolonesi consumavano il loro tradimento
2. Ha intrattenuto una corrispondenza con i ribelli di Lione e di Marsiglia

Il 15 novembre venne ghigliottinato.
Il suo nome è inciso sull'Arco di Trionfo di Parigi al pilastro sud, colonna 23.